# 沖縄労働局
沖縄労働局（おきなわろうどうきょく）は、沖縄県那覇市にある日本の都道府県労働局で、沖縄県を管轄しており、かつての琉球政府労働局がもとになっている。
沖縄労働局は沖縄の労働者・求職者が、豊かで安心して働いてもらえるよう、雇用の確保・職場環境の整備・男女の雇用機会の均等施策に取り組んでいる組織。

## 所在地
- 本局 沖縄県那覇市おもろまち二丁目1番1号 那覇第2地方合同庁舎1号館

## 組織
局長
- 総務部
  - 総務課、企画室、労働保険徴収室
- 労働基準部
  - 監督課、健康安全課、賃金室、労災補償課
- 職業安定部
  - 職業安定課、職業対策課、沖縄助成金センター、求職者支援室
- 雇用環境・均等室

## 出先機関
- 労働基準監督署（5署）
  - 那覇労働基準監督署（那覇市）
  - 沖縄労働基準監督署（沖縄市）
  - 名護労働基準監督署（名護市）
  - 宮古労働基準監督署（宮古島市）
  - 八重山労働基準監督署（石垣市）

- 公共職業安定所（ハローワーク、5所）
  - 那覇公共職業安定所（那覇市）
  - 沖縄公共職業安定所（沖縄市）
  - 名護公共職業安定所（名護市）
  - 宮古公共職業安定所（宮古島市）
  - 八重山公共職業安定所 （石垣市）

## 管轄
- 沖縄県全域

## アクセス
- 車：国道58号 上之屋交差点右折、コープあっぷるタウン向い

- バス：合同庁舎前バス停下車徒歩1分。
  - おもろまち地区内を経由しない久茂地または牧志経由の場合、上之屋バス停下車徒歩10分程度。
  - 系統99番天久新都心線は、おもろまち三丁目バス停下車徒歩3分程度。
  - 国道330号バイパス経由の路線は、おもろまち駅前バス停下車徒歩15分程度。

- 鉄道：沖縄都市モノレール線 最寄駅 おもろまち駅徒歩約15分